# Mühl Product & Service
Die Mühl Product & Service AG (kurz Mühl AG) ist eine deutsche Beteiligungsgesellschaft im Bereich des Baustoffhandels mit Sitz in Kranichfeld. Kerngeschäft des Unternehmens ist der Erwerb, das Halten, die Verwaltung und die Veräußerung von Beteiligungen. Bis zur Insolvenz im Jahr 2002 galt das Unternehmen als der größte Baustoffhändler Ostdeutschlands. Die Aktie der Gesellschaft wird im General Standard gehandelt und ist im CDAX enthalten.

## Geschichte
Das Unternehmen wurde nach eigener Angabe am 12. Dezember 1994 gegründet, am 13. Februar 1995 ist das Unternehmen erstmals ins Handelsregister am Amtsgericht Jena eingetragen. Am 25. August 1995 erfolgte der Börsengang an der Frankfurter Wertpapierbörse und 1998 die Aufnahme in den Neuen Markt. Im Geschäftsjahr der Börseneinführung 1995 hat das Unternehmen einen Umsatz von 275 Mio. DM erzielt. Im Geschäftsjahr 1997 erwirtschaftete die Mühl AG mit 1015 Mitarbeitern einen Umsatz von rund 700 Mio. DM. Im Geschäftsjahr 1998 wurde ein Umsatz von 980 Mio. DM ausgewiesen. Zum Jahresbeginn 2000 wurde das Handelshaus H. Overesch & Co. KG mit Hauptsitz in Herne einschließlich 110 Mitarbeitern übernommen. Für das Jahr 2000 wurde ein Umsatz von über 1,38 Mrd. DM erzielt.
Im Jahr 2001 wurden erstmals seit dem Börsengang Umsatzrückgänge verzeichnet und für die ersten neun Monate bereits ein Verlust von rund 59 Mio. Euro ausgewiesen. Zum Jahresende 2001 gewährten die Banken dem Unternehmen einen Kreditaufschub bis Ende April 2002. Im April 2002 wurde ein Insolvenzantrag gestellt und das Insolvenzverfahren Anfang Juli 2002 eröffnet. Zum Zeitpunkt des Insolvenzantrags hatte die Mühl AG 1230 Mitarbeiter. Absicht der Insolvenzverwalter war es 630 Arbeitsplätze zu erhalten und die übrigen 600 mittels Beschäftigungsgesellschaften für den Arbeitsmarkt zu qualifizieren.
Im Jahr 2005 ermittelte die Staatsanwaltschaft Mühlhausen gegen elf ehemalige Vorstandsmitglieder der Mühl AG wegen betrügerischem Bankrott. 2010 wurde das Verfahren gegen den ehemaligen Vorstandsvorsitzenden Thomas Wolf nach einer Geldzahlung eingestellt.
Im November 2015 wurde das Unternehmen als Beteiligungsgesellschaft neu aufgestellt. Mitte 2016 wurde ein Insolvenzplan zur Sanierung vorgelegt, nach welchem sich Thomas Wolf verpflichtete 500.000 Euro in die Insolvenzmasse zu zahlen. Nachdem die Gläubigerversammlung dem Plan im Dezember 2016 zustimmte, wurde das Insolvenzverfahren im November 2017 aufgehoben und die Mühl AG konnte ihre Geschäftstätigkeit fortsetzen. Nach Beendigung des Insolvenzverfahrens fiel beim Unternehmen ein bilanzieller Sanierungsgewinn von rund 203 Mio. Euro an. Daraus resultierten Steuerverpflichtungen von rund 58 Mio. Euro, welche jedoch vom Finanzamt Jena erlassen wurden, da das Unternehmen andernfalls erneut in die Insolvenz geraten wäre.